# 绿柱杜鹃
绿柱杜鹃（学名：Rhododendron brachyanthum sp. hypolepidotum）为杜鹃花科杜鹃花属下的一个亚种。

## 扩展阅读
- 維基物種上的相關：绿柱杜鹃